# Tmall
Tmall.com (天猫 (Tiānmāo)), anciennement Taobao Mall, est un site web chinois détenu par le groupe Alibaba de commerce de détail mettant en relation entreprises et particuliers (B2C). Issu d’une scission des activités avec Taobao, il permet aux entreprises chinoises et internationales de vendre des produits de marque à des consommateurs de Chine continentale, de Hong Kong, de Macao et de Taiwan. Deuxième plus grand site de commerce électronique au monde après Taobao, il compte plus de 500 millions d’utilisateurs actifs par mois en février 2018. Selon Alexa, il s’agit d’un des sites les plus visités au monde.

## Historique
Tmall.com est présenté au public par Taobao en avril 2008 sous le nom de Taobao Mall (淘宝商城 en chinois simplifié, 淘寶商城 en chinois traditionnel, Táobǎo Shāngchéng en translittération pinyin), une plateforme B2C dédiée au sein de son site de vente en ligne grand public.
En novembre 2010, Taobao Mall se lance sur un nom de domaine indépendant, tmall.com, pour accueillir l’inscription de ses marchands (propriétaires de marques ou distributeurs autorisés), tandis que Taobao devient réservé aux marchands C2C. Parallèlement, une campagne publicitaire de 30 millions de dollars est lancée pour faire la promotion de ses marques aux consommateurs.
En juin 2011, le président-directeur général du groupe Alibaba, Jack Ma, annonce une restructuration majeure de Taobao dans un courriel interne. Celle-ci est réorganisée en trois sociétés distinctes. En conséquence, Tmall.com devient une entreprise indépendante au sein du groupe Alibaba. Les deux autres entreprises qui ont résulté de la réorganisation sont Taobao Marketplace (un marché C2C) et eTao (un moteur de recherche de magasinage). Cette décision aurait été nécessaire pour que Taobao « réponde aux menaces concurrentielles qui sont apparues au cours des deux dernières années, au cours desquelles le paysage de l’Internet et du commerce électronique a radicalement changé ».
En octobre 2011, Tmall.com connait deux vagues de protestation successives en raison de l’augmentation sensible des frais des vendeurs. Les frais de service sont passés de 6 000 yuans (460 €) à 60 000 yuans (4 600 €) par an, et un dépôt forfaitaire obligatoire est passé de 10 000 yuans (1 570 $) à jusqu'à 150 000 yuans (16 873 €). Selon Tmall.com, l'augmentation des prix visait à éliminer les marchands de contrefaçons, de mauvais produits et ayant un mauvais service client. Les vendeurs qui obtiennent les meilleures notes de service et de qualité de la part des clients et des volumes de vente élevés ont droit à être remboursé partiellement voire entièrement.
Le 11 janvier 2012, TMall.com change officiellement son nom chinois en Tiān Māo (天猫), la prononciation chinoise de Tmall, qui signifie littéralement « chat céleste ».
Au premier trimestre 2013, Tmall occupe 51,3 % des ventes de produits en ligne du marché chinois B2C.
Parmi les marques qui ont des magasins sur Tmall.com, on peut citer Auchanwines, P&G, Adidas, UNIQLO, GAP, Nine West, Reebok, ECCO, Ray-Ban, New Balance, Umbro, Lenovo, Dell, Nokia, Philips, Samsung, Logitech, Lipton et Watsons.
En février 2014, Alibaba lance Tmall Global, un marché international pour que les commerçants étrangers puissent vendre leurs produits directement aux consommateurs chinois. Le modèle international oblige les commerçants à ne plus avoir de personne morale en Chine et ne pas détenir de stocks dans le pays. Parmi les plus grosses enseignes utilisant Tmall Global, on trouve l’américain Costco et l’allemand Dm-drogerie markt.

## Statistiques
Le nom de domaine Tmall.com est enregistré le 17 octobre 1997 auprès d’Alibaba Cloud Computing.
En 2018, le site représente 61,5 % des parts de marché des entreprises de vente au détail en ligne aux consommateurs en Chine.
Selon Alexa, Tmall.com est, juillet 2014, le 18e site web le plus visité au monde et le 7e site le plus visité en Chine. En novembre 2020, c’est le 3e site mondial et le 1er site en Chine.